# Henry Gantt
Henry Laurence Gantt, A.B., M.E. (20. května 1861 – 23. listopadu 1919) byl americký strojní inženýr a konzultant managementu, známý nejvíce vytvořením Ganttova diagramu v roce 1910.
Tyto diagramy byly využity pro velké infrastrukturní projekty včetně Hooverovy přehrady a americké dálniční sítě a dodnes jsou důležitým nástrojem projektového řízení.

## Biografie
Henry Gantt se narodil v Calvert County v Marylandu, USA. Maturoval na McDonogh School v roce 1878 a poté šel na Universitu Johna Hopkinse.
Pracoval jako učitel a projektant a následně jako strojní inženýr. V roce 1887 společně s Frederickem W. Taylorem začal uplatňovat vědecké principy managementu – taylorismu – při jejich práci v Midvaleských a Bethlehemských ocelárnách. S Taylorem tam pracoval až do roku 1893. Během své další kariéry v pozici konzultanta managementu – po vynalezení Ganttova diagramu – navrhl také výkonovou mzdu a další metody měření efektivity a produktivity pracovníků.
Henry Gantt byl absolventem Stevensova Institutu Technologie a byl spolubydlícím Fredericka W. Taylora.
Americké Sdružení Strojních Inženýrů (ASME) uděluje pravidelné vyznamenání na jeho počest (vyznamenání Henryho Laurence Gantta).[zdroj?]

## Dílo
Přínos Henryho Gantta pro řízení výroby:
- Ganttův diagram: Dodnes považován za důležitý nástroj řízení, poskytuje grafické znázornění plánu a způsob záznamu průběhu práce.
- Průmyslová efektivita: Průmyslová efektivita může být dosažena pouze aplikací vědecké analýzy na všechny aspekty probíhající práce. Úkolem managementu je zlepšovat systém eliminací vlivu náhody a nehod.
- Systém odměňování založený na výkonech: Zavedl závislost odměn vedoucích pracovníků na tom, jak byli schopni naučit svoje podřízené zvýšit jejich výkony.
- Sociální odpovědnost podniků: Věřil, že podniky mají závazky vůči společnosti, ve které operují.

### Publikace
- Gantt, Henry L., A graphical daily balance in manufacture, Transactions of the American Society of Mechanical Engineers, Volume XXIV, pages 1322-1336, 1903.
- Gantt, Henry L., Organizing for Work, Harcourt, Brace, and Howe, New York, 1919. Reprinted by Hive Publishing Company, Easton, Maryland, 1973.
- Gantt, Henry L., Work, Wages, and Profits, second edition, Engineering Magazine Co., New York, 1916. Reprinted by Hive Publishing Company, Easton, Maryland, 1973.